# マクロラクタム化合物
マクロラクタム化合物（macrolactam）は、大環状のラクタム環を有する天然物または合成物の総称である。
抗生物質として、細菌に起因する感染症の治療に広く使用されている。

## 解説
抗生物質の一種であるマクロライドとは異なり、配糖体ではないことが特徴である。また、その構造の複雑性から、その多くが微生物によって生産される二次代謝産物である。
代表的なマクロラクタム抗生物質には、エリスロマイシン、アジスロマイシン、クラリスロマイシンなどがあり、これらの化合物は、細菌のタンパク質合成を阻害することによって効果を発揮する。